# 西祐治
西祐治（1953年11月15日—2013年2月6日），日本漫畫原作者、編劇、放送作家。男性。出身於福井縣井郡丸岡町（現井市）。本名：西 祐治。

## 來歷、人物
大學畢業後，在美學校電影技術工作室學習編劇、演出及電影美術。師從鈴木清順，共同創作劇本後開始擔任播音作家。參與了包括《All Night-NIPPON》在內許多電視和廣播節目的創作。
作為漫畫原作者也很活躍，1985年，憑藉在《Big Comic Original增刊》上發表的（作畫：秋山耕輝）作為原作者出道。代表作有《華中華》、《安藤奈津》（兩部都是絕筆作品）、《藏之宿》。2013年2月6日因胃癌去世，享年59歲。
2002年起就任福井縣家鄉大使，2003年以來一直是井市和丸岡町文化振興事業團主辦全國公開徵選活動「一筆啟上 日本最短書信館『新一筆啓上獎』」的選考委員。2010年2月12日，在母校坂井市立磯部小學進行演講。

## 作品列表
- 藏之宿（日语：蔵の宿）（作畫：田名俊信）
  - 藏之宿 雪與花與（續篇，作畫：田名俊信）
- 華中華（日语：華中華）（作畫：引野真二（日语：ひきの真二））
- 安藤奈津（作畫：Terry山本）
- （作畫：杉江雅巳）
- Big Shot（作畫：木村直巳）
- （作畫：小田辰夫（日语：おだ辰夫））
- （作畫：橋本光男（日语：はしもとみつお））
- （作畫：橋本光男）
- （作畫：國廣幸亞（日语：國廣幸亜））
- （作畫：長尾智久）
- （作畫：志水三喜郎）

## 腳註

## 外部連結
- （日語）－小學館漫畫 -Big three Net-［Big Comic Original］